# 羅思尼天文物理天文台
羅思尼天文物理天文台（Rothney Astrophysical Observatory）是一座加拿大天文台，位於亞伯達省普里迪斯村附近，距離卡加利西南方約20公里（12英里）。
羅思尼天文物理天文台由卡加利大學擁有和運營，於1972年投入使用。羅思尼天文物理天文台用於研究、本科生和研究生教學及公眾宣傳。羅思尼天文物理天文台進行的研究包括搜尋變星計畫、變星後續觀測及雙星的詳細研究。羅思尼天文物理天文台也利用彗星的發現進行了一項出色小行星搜索計劃羅思尼天文物理天文台是Skynet機器望遠鏡網絡的一個鏈接。

## 外部連結
- Rothney Astrophysical Observatory homepage
- Rothney Astrophysical Observatory Clear Sky Chart Forecasts of observing conditions.